# Caillou-qui-Bique
Le Caillou-qui-Bique is een rots en een locatie op de grens van Roisin en Angre in de gemeente Honnelles in de Belgische provincie Henegouwen.

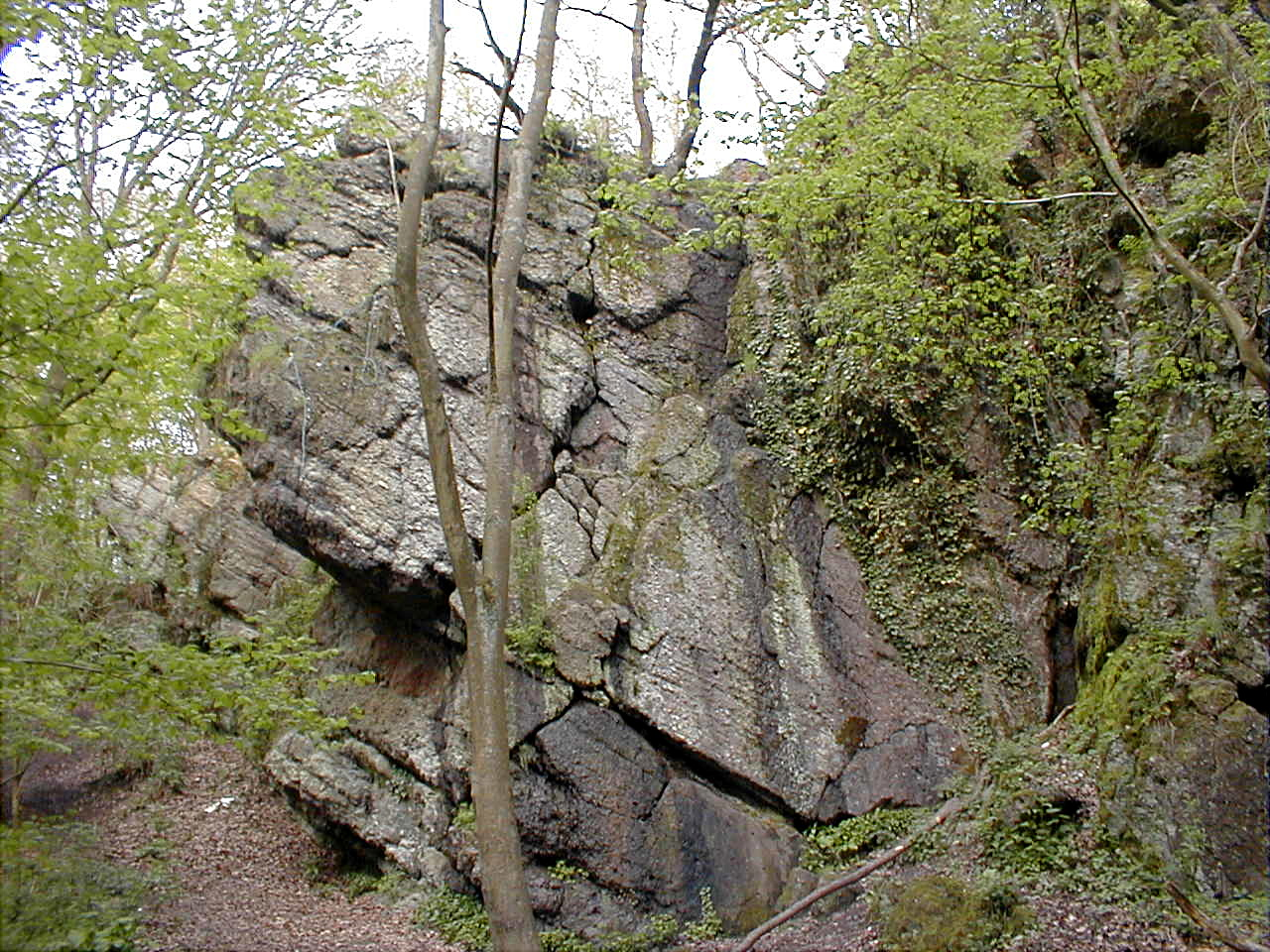
Le Caillou-qui-Bique

De rots bevindt zich in het Bois d'Angre (bos van Angre), nabij het riviertje Grande Honnelle. De puddingsteen is 370 miljoen jaar oud en 25 meter hoog. De omgeving, werd samen met de omliggende vallei van de Grande Honnelle in 1960 beschermd als landschap.
In 1882 werd spoorlijn 98A (van Dour naar de Franse grens) geopend, met vlakbij Le Caillou-qui-Bique de stopplaats van Angreau. Het reizigersverkeer op de lijn werd in 1960 weer gestopt.

## Émile Verhaeren

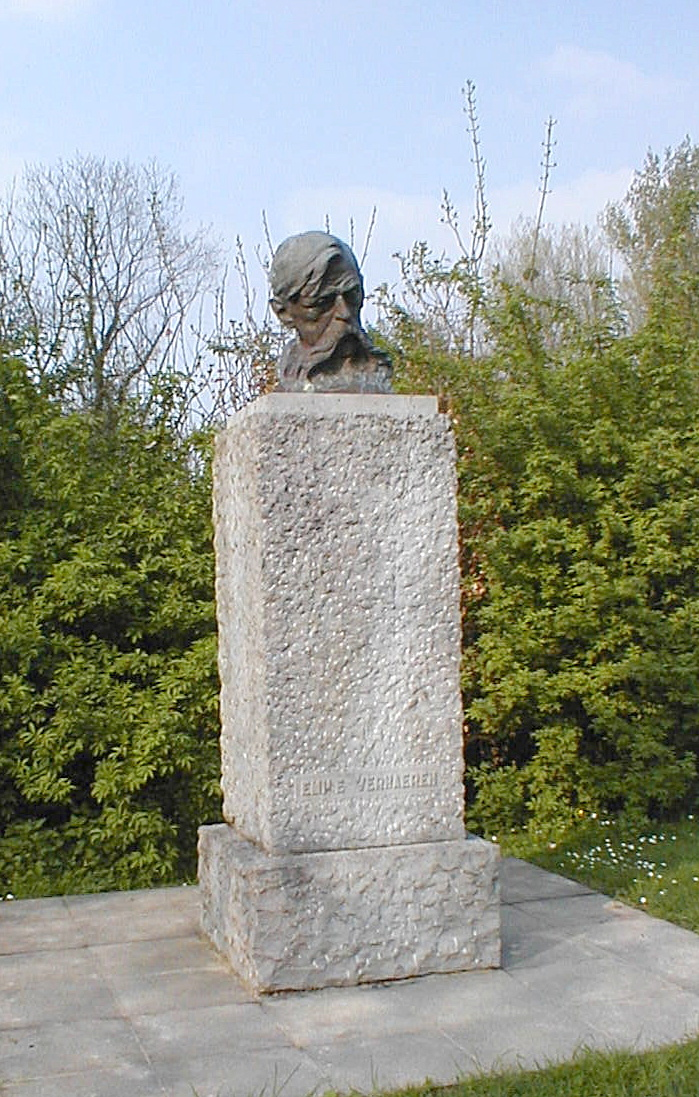
Buste van Émile Verhaeren nabij Caillou-qui-Bique

De plaats kreeg bekendheid door de Belgische dichter Émile Verhaeren, die zich in het Franse Saint-Cloud had gevestigd. Hij ontdekte de omgeving van Angreau, Roisin en Angre in 1899, toen hij hier op bezoek kwam bij de weduwe van Georges Rodenbach. Verhaeren zou daarna elk jaar met zijn vrouw Marthe Massin terugkeren naar Le Caillou-qui-Bique en er jaarlijks verschillende maanden verblijven, tot aan de Eerste Wereldoorlog. Verschillende bevriende kunstenaars, auteurs en bekendheden kwamen in die periode langs in Le Caillou-qui-Bique, zoals Constant Montald, Théo van Rysselberghe, William Degouve de Nuncques, Camille Lemonnier, Jules Destrée, Cyriel Buysse, Emile Claus, en Stefan Zweig, die zijn werk vertaalde.
Zweig schreef in 1917 in zijn Erinnerungen an Emile Verhaeren over Caillou-qui-Bique:

Caillou-qui-bique, das ist keine Stadt, kein Dorf, kein Weiler, keine Bahnstation, und selbst die ungeduldigste Neugier konnte dort nicht hinfinden ohne seine freundlich helfende Hand. Die nächste Eisenbahnstation war Angreau und dieses Statiönchen der kleinen Bahn, das der Fahrplan verzeichnet, selbst wieder keine wirkliche, sondern nur ein umgestürzter Eisenbahnlastwagen mit einem eingeklebten Fahrplan, bei dem der Vizinalbahnzug auf dem Weg nach Roisin sich gar nicht aufhält, sondern, wenn nicht gerade ein Bäuerlein aussteigen will, nur den Postsack hinausschleudert. Unendlich weit ist dieser kleine Ort von der Welt durch die Vertracktheit des Fahrplanes und doch nur vier Stunden von Brüssel, London, Köln und Paris: ein Herzpunkt Europas im Unsichtbaren.(Caillou-qui-bique is geen stad, geen dorp, geen gehucht, geen treinstation, en zelfs de meest ongeduldige nieuwsgierigheid kon de weg erheen niet vinden zonder zijn vriendelijke helpende hand. Het dichtste stationnetje was Angreau en dit stationnetje van de kleine spoorweg, dat in de dienstregeling wordt genoemd, was zelf geen echt stationnetje, maar slechts een omgevallen spoorwegwagon met een dienstregeling erop geplakt, waar de buurttrein op weg naar Roisin helemaal niet stopt, en tenzij een boertje er wil uitstappen, alleen de postzak uitgooit. Oneindig ver van de wereld ligt deze klein plaats door de ingewikkeldheid van de dienstregeling, maar toch op slechts vier uur van Brussel, Londen, Keulen en Parijs: een onzichtbaar hart van Europa.)
— Stefan Zweig

Een deel van het huis waar Verhaeren jaarlijks verbleef, werd later ingericht als museum gewijd aan de dichter.

## Sport
Een vlakbij gelegen helling vanaf de vallei van de Grande Honnelle richting Roisin werd in de COTACOL-encyclopie met wielerhellingen opgenomen en vernoemd naar deze plaats als Côte de la Caillou qui Bique.